# Станционная модель

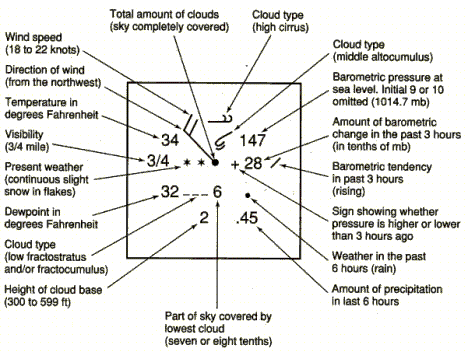
Обозначение элементов в станционной модели

Станционная модель — символическое обозначение погоды на погодной карте по данным отдельной метеорологической станции. Согласно модели, на небольшой площади карты показывается большое количество элементов погоды, которые могут быть трудно интерпретированы, но эти карты позволяют метеорологам, пилотам и морякам получать важную погодную информацию. Сейчас такие карты составляются автоматически, с помощью компьютера. Станционная модель является международно принятой, и была внедрена 1 августа 1941 года, претерпев с тех пор незначительные изменения.
Хотя станционная модель разработана для карт погоды на поверхности, она иногда используется и для погоды на других высотах. В станционную модель входят значения таких данных, как атмосферное давление, температура воздуха, направление и скорость ветра, облачный покров и режим осадков.